# Südharz
Südharz è un comune di 9 061 abitanti della Sassonia-Anhalt, in Germania.

Appartiene al circondario (Landkreis) di Mansfeld-Harz Meridionale (targa MSH).

## Storia
Il comune venne formato il 1º gennaio 2010 dalla fusione dei comuni di Bennungen, Breitenstein, Breitungen, Dietersdorf, Drebsdorf, Hainrode, Hayn (Harz), Kleinleinungen, Questenberg, Roßla, Rottleberode, Schwenda e Uftrungen. Il nome del nuovo comune significa "Harz meridionale", con riferimento al circondario a cui appartiene.
Il 1º settembre 2010 vennero aggregati a Südharz la città di Stolberg (Harz) e il comune di Wickerode.